# Штернберг, Лев Яковлевич
Лев (Хаи́м-Лейб) Я́ковлевич Ште́рнберг (21 апреля [3 мая] 1861, Житомир, Российская империя — 14 августа 1927, Дудергоф, СССР) — русский и советский этнограф, член-корреспондент АН СССР по отделу палеоазиатских народов (1924). Профессор Петроградского университета (1918).

## Биография
Родился в Житомире 21 апреля (3 мая) 1861 года в еврейской семье. Его брат Абрам Яковлевич Штернберг (1873—1927) — фтизиатр, профессор, основатель и директор туберкулёзного института в Санкт-Петербурге.
После окончания Житомирской гимназии в 1881 году учился на физико-математическом факультете Санкт-Петербургского университета. Арестован за участие в студенческих беспорядках в ноябре 1882 года, что послужило причиной высылки на родину.
С 1883 года обучался на юридическом факультете Императорского Новороссийского университета. За активное участие в организации «Народная воля» был повторно арестован в апреле 1886 года. Осужден по делу о Екатеринославском съезде «Народной воли» в ноябре 1888 года и сослан на Сахалин на 10 лет.
В ссылке посвятил себя этнографическим и лингвистическим работам, изучал фольклор, археологию, быт и язык коренного населения народов Сахалина и Приамурья. Ему удалось открыть и подробно описать классификаторскую систему родства и реально ещё бытующие пережитки группового брака у гиляков, а также у орочей.
В 1894 году совершил путешествие на крайний север острова Сахалин, частью на лодке вдоль западного берега, частью пешком, преодолев 840 вёрст. Л. Я. Штернберг дал физико-географическое описание пройденного им пути и собрал материал по этнографии. Во время раскопок на Тыковской косе он сделал находки каменных орудий на территории гиляцкой осёдлости. Его работы впервые были напечатаны в «Этнографическом обозрении» в 1893, 1894 годах, обратив на себя внимание учёного мира.
Был досрочно освобождён в мае 1896 года, жил под надзором полиции в Житомире. В 1898 году через академиков К. Г. Залемана и В. В. Радлова Штернберг представил для напечатания свою работу «Образцы материалов по изучению гиляцкого языка и фольклора». В 1901 году директор Музей антропологии и этнографии при Императорской Санкт-Петербургской академия наук В. В. Радлов пригласил его на должность старшего этнографа музея. По приезде Штернберг передал музею свои этнографические коллекции.

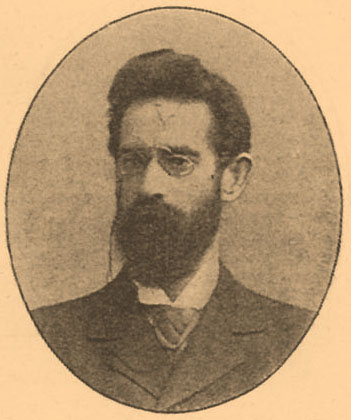
Л. Я. Штернберг, этнограф Императорской академии наук

В период 1902—1917 годов — секретарь Русского комитета для изучения Средней и Восточной Азии в историческом, археологическом, лингвистическом и этнографическом отношениях. Для получения права жительства в Петербурге в 1902 году сдал экстерном экзамен по юридическому факультету Петербургского университета и получил диплом первой степени. С 1904 по 1914 годы читал в музее ряд курсов по этнографии как студентам, так и педагогам. В 1910 году отправился в экспедицию в Приамурье для дополнительного обследования изученных им ранее народностей. В 1915 году принял участие в организации Высших географических курсов при Докучаевском почвенном комитет, преобразованные впоследствии в Географический институт с этнографическим факультетом. Состоял профессором и деканом факультета.
Преподавал на этнографическом отделении Государственного географического института, а позже Ленинградского института истории и литературы. Л. Я. Штернберг принимал участие в радикальных журналах и газетах. Статья Л. Я. Штернберга в газете «Наши дни» была причиной закрытия издания.
Сотрудничал с «Энциклопедическим словарём» Брокгауза и Ефрона, в периодических изданиях Партии социалистов-революционеров. Близок редакции журнала «Русское богатство», член редакции журнала «Новый восход», в котором вёл отдел «Беседы с читателями». Один из редакторов трёхмесячного журнала «Еврейская старина», существовавшего в 1908—1930 и издававшегося при Еврейском историко-этнографическом обществе. До начала Первой мировой войны входил в одну из петербургских лож Великого востока народов России. В 1915 году вместе с Дмитрием Павловичем Рузским и Соломоном Владимировичем Познером входил в кружок, положивший начало Российской радикально-демократической партии.
С 1917 года — доцент, а с 1918 — профессор факультета восточных языков Петроградского университета по кафедре этнологии, затем профессор факультета языка и мышления. В 1917 году состоял председателем Сибирской подкомиссии по составлению этнографической карты России при Географическом обществе, а с 1920 года — председателем Сибирского отдела комиссии по изучению племенного состава населения РСФСР. В 1917 году читал лекции на Восточном факультете Петроградского университета.

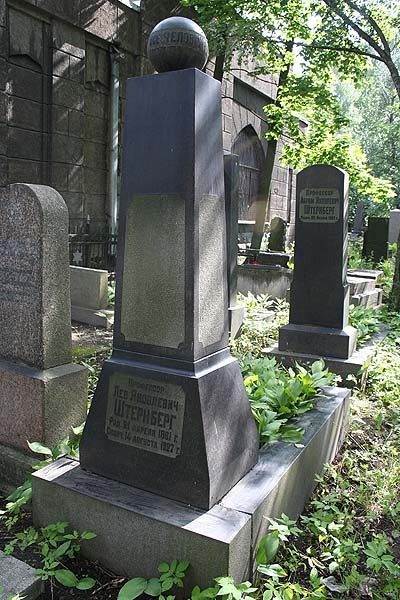
Могила Л. Я. Штернберга на Еврейском кладбище

В феврале 1921 года в период Кронштадского восстания был арестован. Через неделю освобождён после обращения ректора и руководства университета в ЧК и Центральная комиссия по улучшению быта учёных и по ходатайству Максима Горького.
В 1925 году по преобразовании Географического института в географический факультет Ленинградского государственного университета, был председателем этнографического отделения факультета и его профессором до последних дней жизни. В течение многих лет он был одним из двух секретарей Русского комитета для изучения Средней и Восточной Азии. Также был председателем Еврейского историко-этнографического общества, при котором, по его инициативе и при его активном участии, был организован Еврейский музей. Вместе с В. Г. Богоразом участвовал в основании Ленинградского рабфака северных народностей, ныне Северного факультета при Ленинградском восточном институте, а также был профессором этого института.
Скончался 14 августа 1927 года в посёлке Дудергоф близ Ленинграда (ныне — Красносельский район Санкт-Петербурга). Похоронен в Санкт-Петербурге на Еврейском кладбище (участок 0-4 ст. место 878). Памятник представляет собой стелу, увенчанную шаром с надписью «Все человечество едино».
В честь Л. Я. Штернберга названа гора Штернберга на острове Сахалин.

## Научные достижения
Доказывал единство человечества с позиций эволюционизма. Этнографию понимал как науку о культуре первобытных народов и её пережитках. Л. Я. Штернберг внёс значительный вклад в изучение первобытной религии (представления о сверхъестественных «хозяевах», «избранничестве», схема этапов эволюции верований и др.).
Научные воспитанники: Н. П. Дыренкова, Е. П. Крейнович, Г. Н. Прокофьев, Г. М. Василевич, С. В. Иванов, Л. Э. Каруновская, С. М. Абрамзон, Л. П. Потапов, А. А. Попов и другие.

## Избранная библиография
- Гиляки. — М.: Товарищество скоропечатни А. А. Левенсон, 1905. — 131 с.
- Материалы по изучению гиляцкого языка и фольклора, собранные и обработанные Л. Я. Штернбергом. — СПб.: Тип. Имп. Академии наук, 1908. — Т. 1 Образцы народной словесности. — 252 с.
- Новейшие работы по антропологии евреев // Докл., чит. в Евр. ист.-этногр. о-ве 23 апр. 1912 г.. — СПб.: тип. И. Лурье и К°, 1912. — 30 с.
- Гиляки, орочи, гольды, негидальцы, айны // Статьи и материалы / Под ред. и с пред. Я. П. Алькор. — Хабаровск: Дальгиз, 1933. — 740 с.
- Первобытная религия в свете этнографии // Исследования, статьи, лекции / Под ред. и с пред. Я. П. Алькора. — Л.: Издательство Института народов Севера ЦИК СССР им. П. Г. Смидовича, 1936. — 572 с.